# تاكاهيرو ياماناشي
تاكاهيرو ياماناشي (باليابانية: 山西 尊裕) (2 أبريل 1976 في شيزوكا في اليابان – )؛ هو لاعب كرة قدم ياباني سابق كان يلعب كمدافع.

## وصلات خارجية
- تاكاهيرو ياماناشي على موقع الاتحاد الدولي (مؤرشف)  (الإنجليزية)
- تاكاهيرو ياماناشي على موقع رابطة كرة القدم اليابانية للمحترفين (اليابانية)
- تاكاهيرو ياماناشي على موقع قاعدة بيانات كرة القدم.إي يو (الإنجليزية)
- تاكاهيرو ياماناشي على موقع Soccerway.com (الإنجليزية)
- تاكاهيرو ياماناشي على موقع عالم كرة القدم.نت (الإنجليزية)